# Miopsychopsis sikhotensis
Miopsychopsis sikhotensis là một loài côn trùng trong họ Psychopsidae thuộc bộ Neuroptera. Loài này được Makarkin miêu tả năm 1991.